# بن

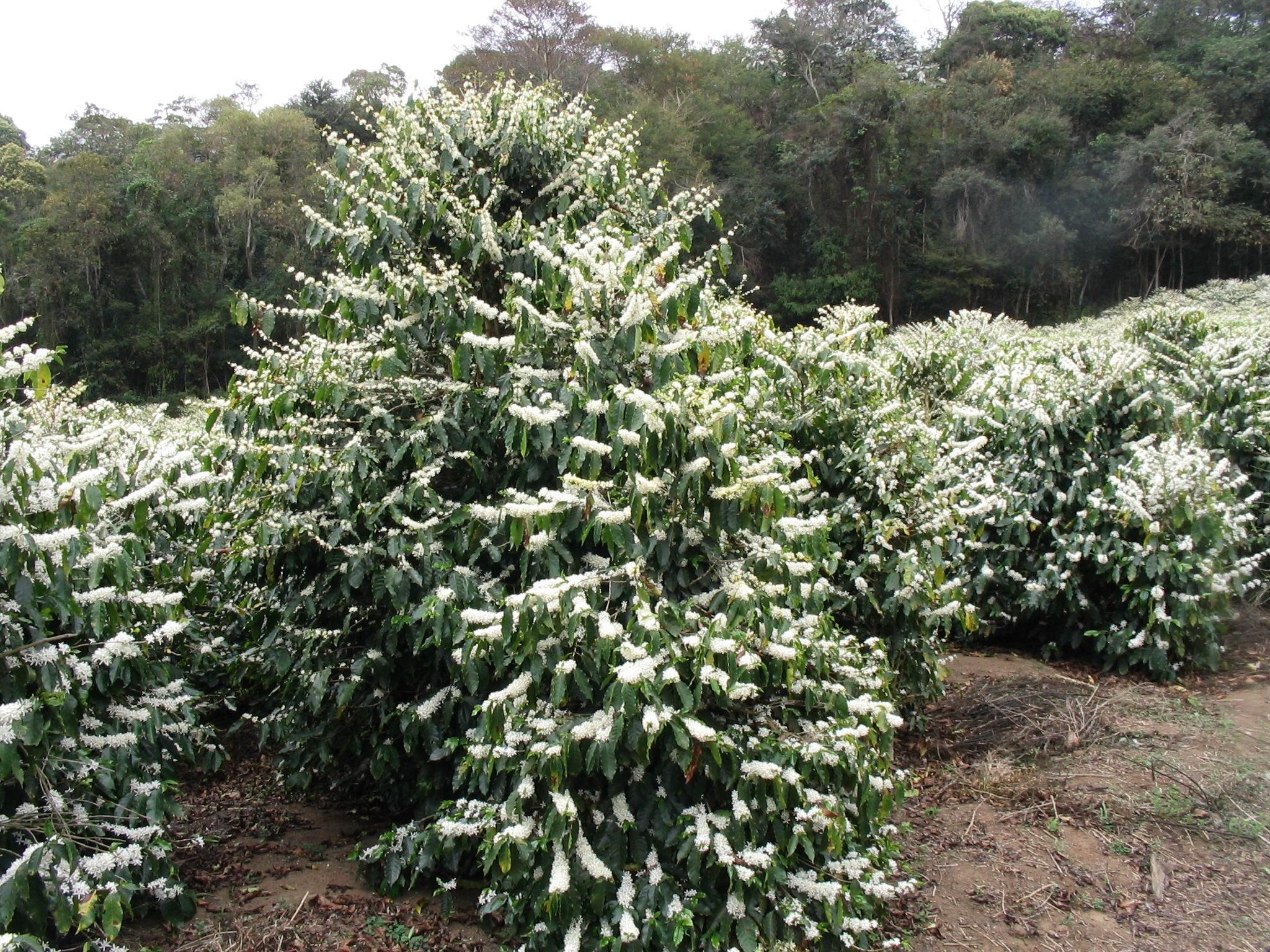
أشجار بن في البرازيل

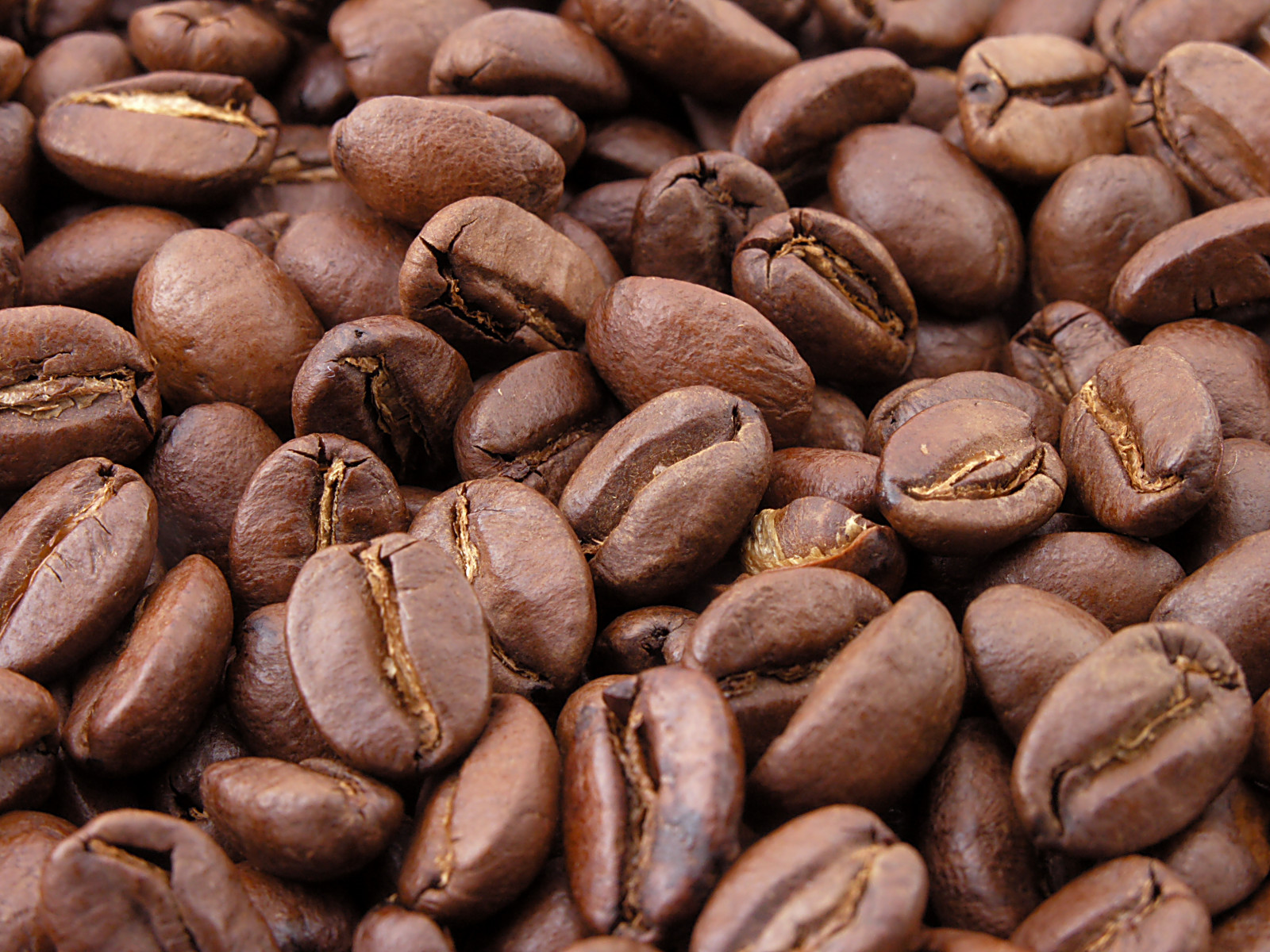
حبوب البن

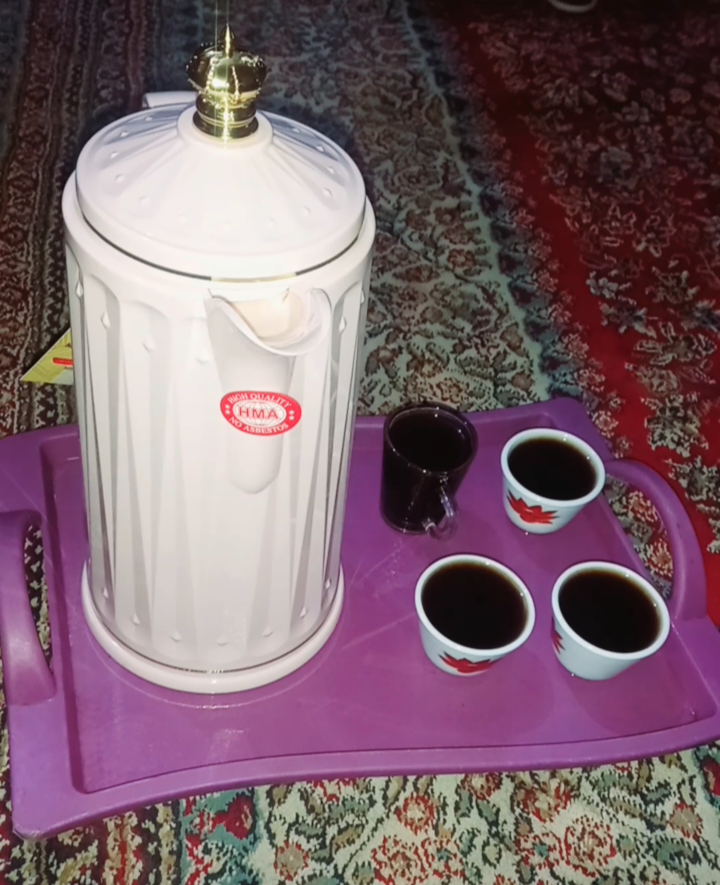
قهوة سودانية

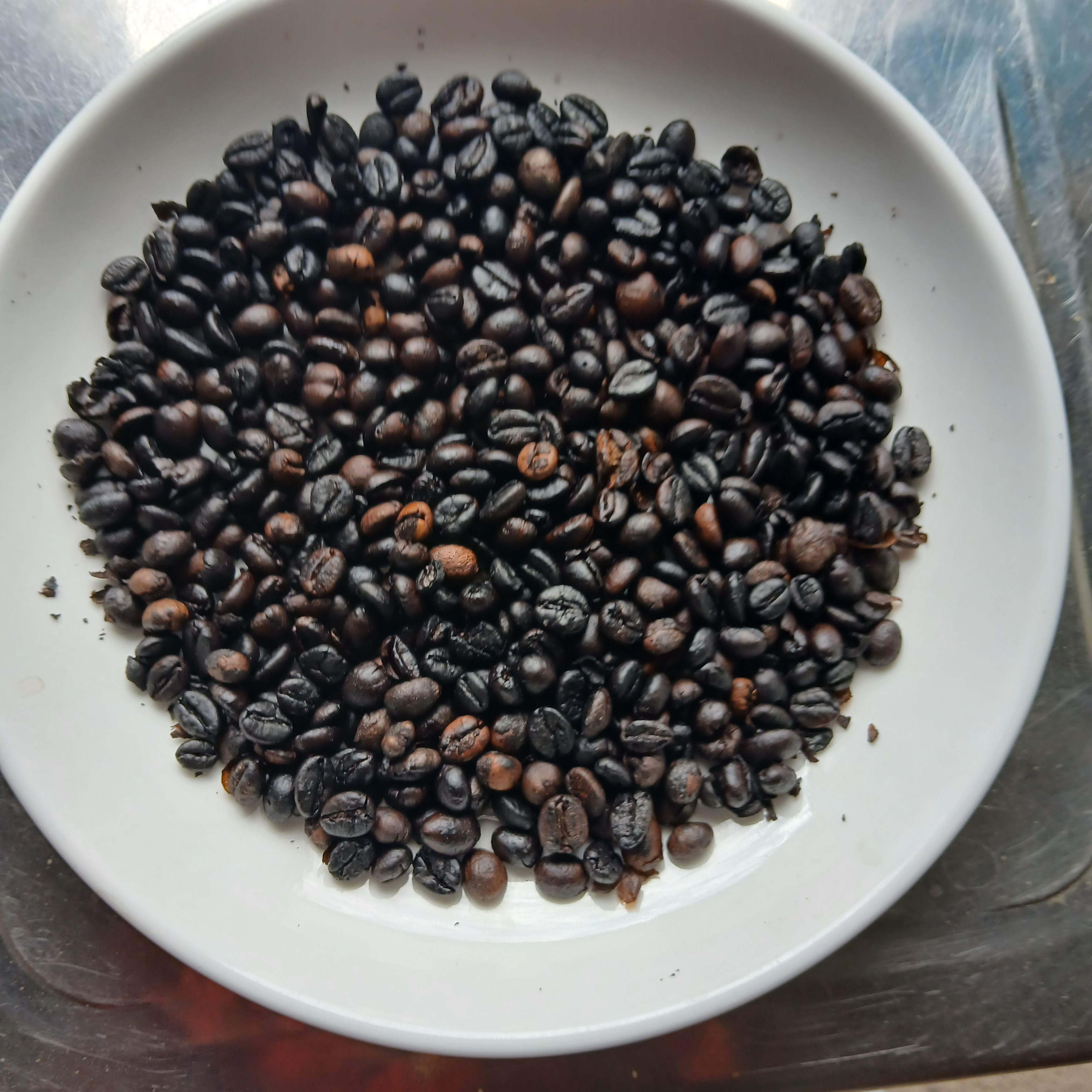
بن مقلي

البُن أو القهوة (الاسم العلمي: Coffea) هو جنس من النباتات يتبع الفصيلة الفوية من رتبة الجنطيانيات. والبن شجرة دائمة الخضرة ذات ثمار حمراء اللون في حالة نضجها، وتحتوي على مكونات قد تكون ضارة بالصحة مثل الكافيين. غير أن إحدى أحدث الأبحاث العلمية أشارت إلى انخفاض في نسبة المصابين بالنوع الثاني من داء السكري بين الذين يتناولون القهوة، وبالأخص القهوة منزوعة الكافيين. كما أن له تأثيرات سلبية سيئة على الذاكرة المؤقتة، فقد نشرت إذاعة بي بي سي على موقعها بتاريخ 20 يوليو 2004 خبر دراسة من المدرسة الدولية للدراسات المتقدمة في إيطاليا يقول بأن الكافيين يمكن أن يعيق الذاكرة المؤقتة وتذكر بعض الأسماء. لذلك يشار للطلاب باجتناب شرب القهوة والشاي والكوكا وغيرها من الأشياء المحتوية على مادة الكافيين دائماً وخاصة أيام الامتحانات.

## القهوة في اللغة
قها (تاج اللغة وصحاح العربية)
القَهْوَةُ: الخمر، يقال سمِّيت بذلك لأنَّها تنفع وقت الجماع أي تذهب بشهوة الجنس. أقْهي الرجل من الطعام، إذا اجتواه وقلّ طُعمه، مثل أقْهَمَ.
والقاهي: الحديدُ الفؤادِ المستطار. قال الراجز:
قاهي الفؤادِ دَئِبُ الإجفالِ.

## شجرة البن
تنمو شجرة البن طبيعياً في المناخ الاستوائي الذي يكون حاراً رطباً في موسم النمو، وحاراً جافاً في موسم القطاف.

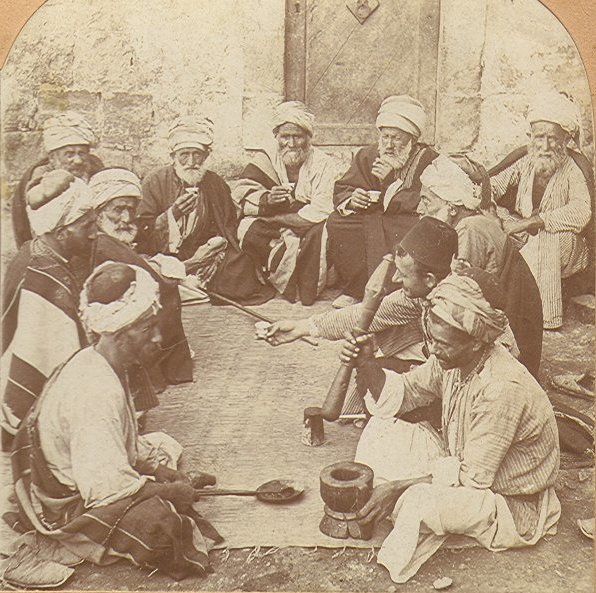
مقهى في فلسطين (1900)

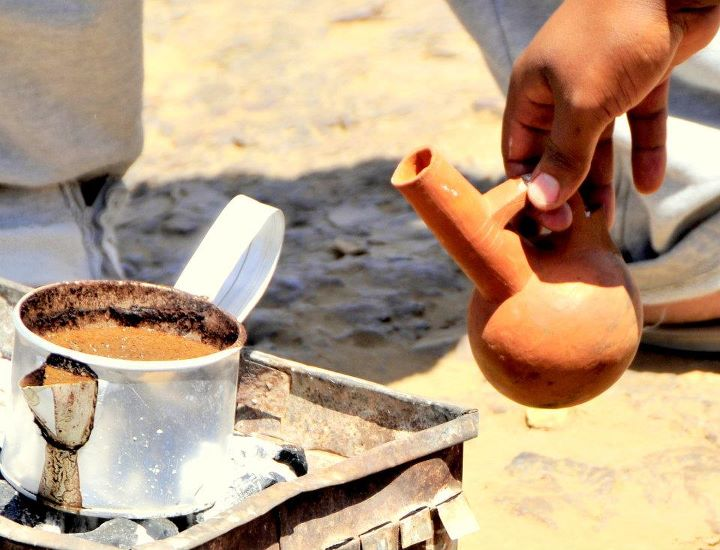
القوة بالشغال في النار

القهوة بالعربية هي كل ما يشرب على مهل فكان يقال يتقهوون خمراً أي مجتمعون يشربون الخمر ولكن بعد اكتشاف البن انحسر الاسم على المشروب المصنوع من البن.
أما الاسم كافي فقد أتى من اسم مكتشف القهوة أو من اكتشفها والذي سمي المشروب باسمه بادِئ الأمر وهو الشيخ الصوفي الكاف وكانت تسمى قهوة الكاف وحينما أتى البرتغاليون لليمن واحتلوا المكلا وعدن وجدوا المشروب فحملوه للعالم وباسمه الأصلي مع تحريفات بسيطة.

## القهوة: سرديات الاكتشاف من راعي الغنم إلى الشيخ الذبحاني
قصة اكتشاف القهوة لاتزال مثار خلاف شديد بين الباحثين، ففي حين يذهب بعضهم -وهم الغالبية- للقول أن اكتشاف القهوة تعود إلى اليمن وأنها منشأها الأصلي، يذهب البعض الآخر إلى القول أن أول من استخدمها هم أهل الحبشة. وعلى الرغم من وجود سرديات مختلفة لاكتشاف القهوة، منها سردية راعي الغنم الإثيوبي (خالد Kaldi) التي تعود إلى القرن التاسع الميلادي وسردية الشيخ الذُبحاني التي تعود إلى القرن الخامس عشر الميلادي، إلا أن الباحثين يرجّحون سردية اكتشاف القهوة للشيخ الذُبحاني مستدلين على تواتر السردية وظهورها في مراجع عديدة مقارنة بسردية راعي الغنم الإثيوبي التي لم تظهر إلا في القرن السابع عشر، أي بعد تواتر سردية الذُبحاني، وهي وفق تحليلهم سردية ملفقة وغير موثوقة.
ذكر الشيخ شهاب الدين أحمد بن موسى بن عبد الغفار المالكي المصري في كتابه (رسالة عن القهوة) والمؤرخ عبد القادر بن محمد الجزيري الأنصاري في كتابه (عمدة الصفوة في حل القهوة) والعلامة مدين بن عبد الرحمن الطبيب في رسالته المخطوطة (تلخيص عمدة الصفوة في حل القهوة) وجميعهم تتبعوا اكتشاف القهوة فتوصلوا إلى أن مبدأ اكتشاف القهوة ومكتشفها هو العلامة المفتي الصوفي جمال الدين أبي عبد الله محمد بن سعيد المعروف بالذبحاني المذحجي اليماني، فقد جاء ما نصّهُ: «بلغنا أن ظهورها وانتشارها فيه كان على يد المشهور بالعلم والولاية الشيخ الإمام العالم العلامة المفتي المسلك جمال الدين أبي عبد الله محمد بن سعيد المعروف بالذبحاني -بفتح الذال المعجمة وسكون الموحدة وفتح المهملة وبعد ألفه نون مكسورة– نسبة إلى ذبحان بلدة معروفة باليمن. شربها فنفعته فيه، ووجد فيها من الخواص أنها تذهب النعاس والكسل، ويوّرث البدن خفة ونشاطاً، فلما سلك طريق التصوف صار هو وغيره من الصوفية بعدن يستعينون بشربها... ثم تتابع الناس بعدن والفقهاء والعوام على شربها للاستعانة بها على مطالعة العلم وغير ذلك من الحرف والصناعات».
إلى ذلك، تُروى حكاية قديمة عن أن راعياً فُوجئ بغنمه، وقد اعترتها حالة غير عادية من الحيوية والنشاط، عندما أكلت من شجيرة معينة. لم يستغرق الأمر من الراعي وقتا طويلا حتى قرر أن يتناول هو الآخر بعضاً من هذه البذور؛ ليجربها بنفسه، ويكتشف الأثر الواضح لزيادة نشاطه وحيويته، وكان هذا سبباً في اكتشاف شجرة البن التي يُصنع منها مشروب القهوة، الذي يعد من أكثر المشروبات انتشارا واستهلاكا في العالم.
وقد قيل أن أول من اهتدى إليها هو أبو بكر بن عبد الله العيدروس وكان أصل اتخاذه لهذه البذرة أنه مر في أحد سياحاته (وقد كان صوفيا) بشجرة فأكل من ثمرها حين رآه متروكاً لا ينتفع به أحد مع كثرته فوجد به تجفيفا للدماغ واجتلاباً للسهر وتنشيطاً للعبادة فاتخذه قوتاً وشراباً وطعاماً وأرشد أتباعه إليه ثم نشر ذلك في الحجاز واليمن ومصر.

## أنواع القهوة
إن محاولة حصر أنواع القهوة تكاد تكون أمراً صعباً لتعدد أنواعها وتفنن كل مقاهي العالم بما تقدم، لكن فيما يلي بعض أنواع القهوة الشهيرة:

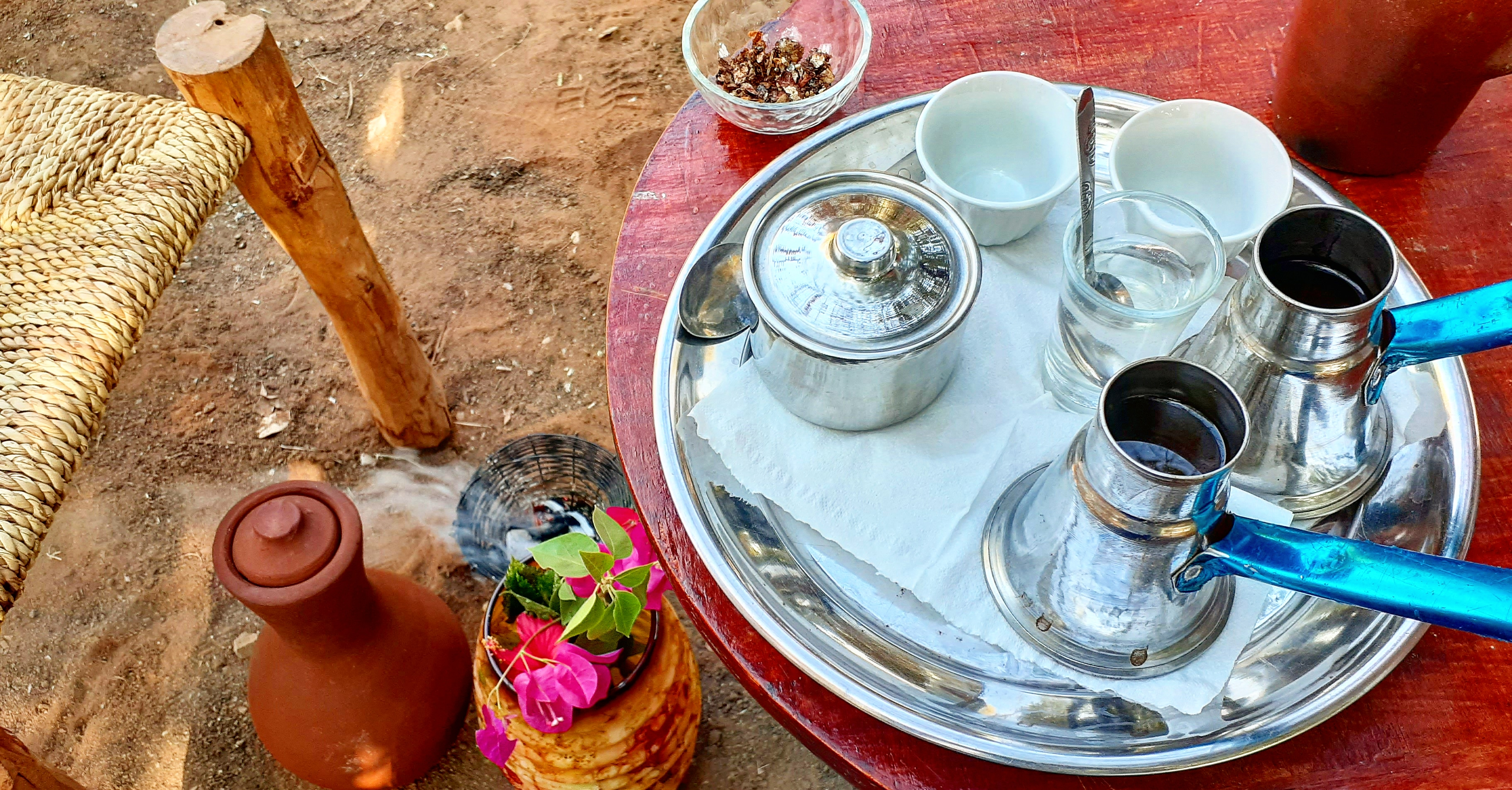
طقوس القهوة

- طقوس القهوةالقهوة العربية: قهوة خفيفة التركيز توضع فيها حبات الهيل والبهار أو البزار المستخدم لإضافة نكهة ورائحة زكية ومميزة عند أهل البادية والحضر من العرب عامة وأهل الخليج خاصة، والتي تكون قهوتهم صفراء مائلة للّون البني الذهبي وهناك القهوة الشماليّة الغامقة اللون والأكثر تركيزاً التي تعتبر قهوة أهل العراق وبلاد الشام، وعادة تكون مرة وليس فيها سكر أبداً، وتقدم في فنجان يختلف عن فنجان القهوة المتعارف عليه في تركيا وأوروبا حيث يكون فمه أوسع من قاعدته وتقدم به القهوة بحيث لا تملأ إلا نصفه على أكثر تقدير. وتعد القهوة العربية شيء اساسي يوضع عند العرب عند مقابلة الضيوف وهم يشربونها غالبا بشكل يومي
- القهوة الأمريكية: تطلق على قهوة الفلتر مجازاً. وهي تصنع غالباً من حبات القهوة الكولومبية.

اما القول بأنها هي النسكافيه فخطأ، ((والنسكافيه)) أول من أنتجها شركة نستله في سويسرا وليس أمريكا. وهو أول اسم أطلق على القهوة الفورية.
- القهوة اليمنية: هناك العديد من الأنواع من القهوة في اليمن فعلى سبيل المثال ما يلي:
- القهوة البيضاء أو البيضانية: نسبة إلى مدينة البيضاء، وتتكون من البن المطحون والمحمص تحميص خفيف ويضاف إليه عدة أنواع من المكسرات.

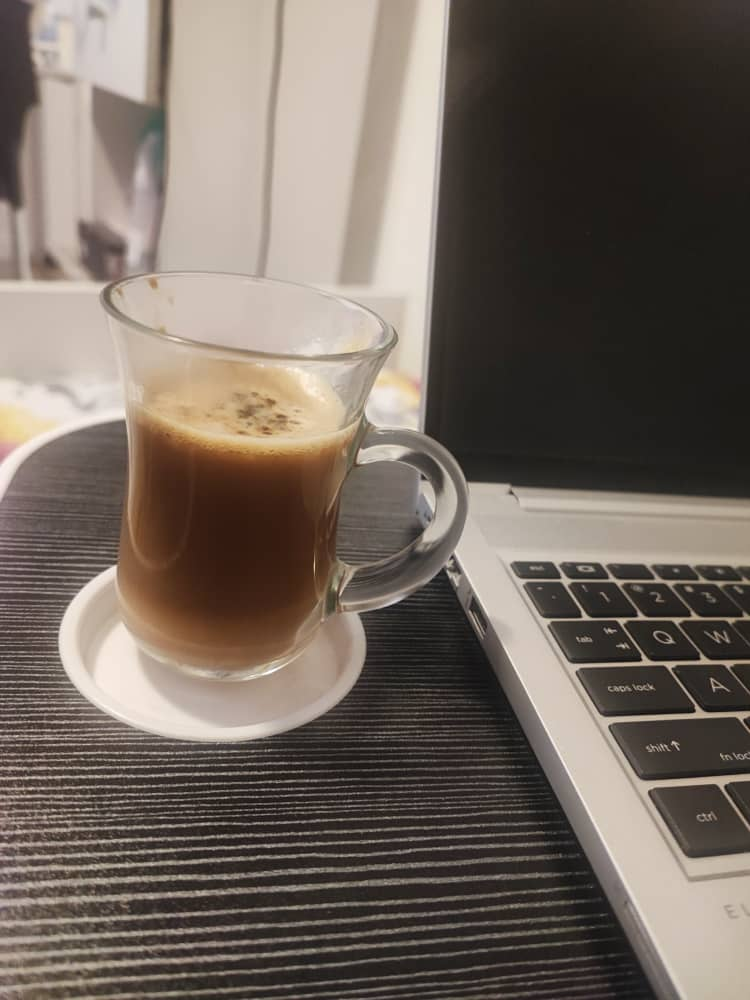
قهوة سريعة التحضير

- قهوة سريعة التحضيرقهوة الصباح: وهي قهوة تصنع فقط من البن المطحون المحمص تحميص متوسط مع إضافة الزنجبيل والسكر حسب الرغبة.

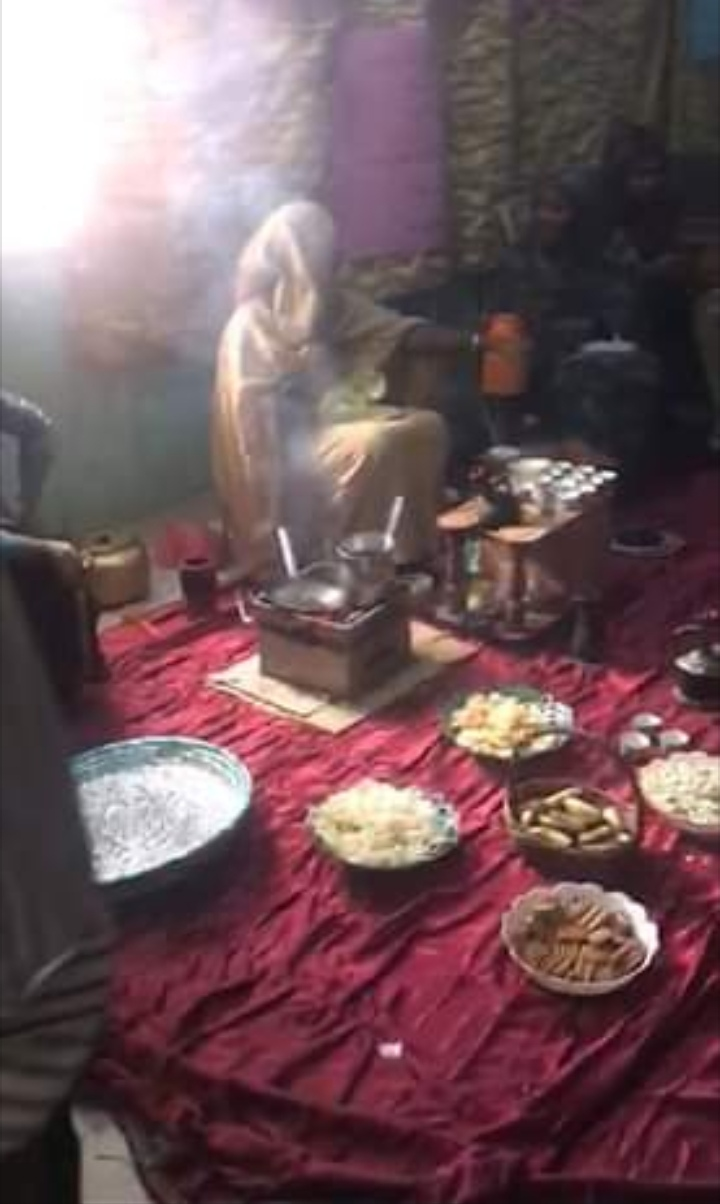
طقوس القهوة السودانية

- طقوس القهوة السودانيةقهوة القشر: تصنع من القشور الخارجية لثمرة البن فقط، فبعد فصل قشور ثمرة البن عن النواة يتم أخذ القشور وتحميصها وطحنها بصورة خشنة وخلطها، ومن الممكن أن يضاف إليها الزنجبيل وبعض البهارات الخاصة، وعادة ما تقدم في فترة المساء.
- هناك أنواع أخرى من القهوة اليمنية فكل منطقة تتميز بطريقة تحضير خاصة بها كمناطق حجة والمحويت وتعز وعدن وإب وذمار وحضرموت ومأرب وشبوة.

- القهوة التركية: هي قهوة ثقيلة غامقة، تصنع على الأغلب من حبات القهوة البرازيلية.
تطحن بدرجة ناعمة جداً وتختلف في درجة تحضيرها بغليها جيداً أو الغلي السريع.
تقدم في فنجان صغير بيد مع صحن صغير، وتعتبر فناجين القهوة التركية الأكثر شهرة واستخداما وتتميز بزخرفتها، كما يقدم معها السكر بدرجات متفاوتة حسب الرغبة.
- اسبرسو: قهوة إيطالية خفيفة وغامقة جداً، تصنع بواسطة ماكينة خاصة تعمل على تسخين القهوة المطحونة بالبخار ثم تمرير تيار خفيف من الماء المغلي عليها.
تقدم في فنجان صغير يشبه الفنجان التركي، ولكنه عادة يكون سميكاً وأبيض اللون أو شفافا، وتقدم الاسبرسو إما Double Espresso أو Doppio Espresso وهي تقدم في فنجان كبير للمحترفين في شرب القهوة عادة بدون تخفيف أو سكر، أما الآخرون فيقدم لهم السكر الأسمر إن أرادوا تخفيفها، كما أن البعض يفضل أن يضع عليها بضعة قطرات من نكهة اللوز، وهناك أيضاً الاسبرسو المخفف حيث يوضع عليها ماء قليل جداً مع الحرص على إبقائها بالكثافة نفسها.
- الكابوتشينو: قهوة إيطالية تتألف من الاسبرسو بمقدار الثلث وثلث حليب وثلث حليب مبخر ومخفوق يظهر كأنه كريمة، وتقدم في أكواب كبيرة، وتكون الكريمة المخفوقة مرتفعة على الوجه ويرش عليها بودرة الكاكاو أو بودرة الدارسين، ويقدم معها السكر لمن يفضل ذلك.
- الموكا: قهوة رائعة من اليد الفرنسية أو الإيطالية، وقد جاءت هذه التسمية من ميناء المخا Mocha وهو أشهر ميناء كان يصدر منه البن اليمني إلى أنحاء العالم، وتتألف من القهوة السادة الثقيلة بمقدار الثلث، وثلث من الشوكولاتة الحارة غير المحلاة، وثلث من الحليب الفوار إلى درجة إخراج رغوة، وتقدم بكوب كبير.
- قهوة الحليب Café au Lait: قهوة فرنسية وإن كانت كل دول العالم تعملها بتسميات مختلفة، وهي عبارة عن مقدارين من القهوة السادة مع ثلاث مقادير من الحليب المخفوق، وتقدم في فنجان كبير.
- القهوة الأيرلندية: وهي قهوة ثقيلة تخلط مع الكريمة المخفوقة وويسكي وتقدم مع السكر، وبطبيعة الحال كلنا نعلم أن الشعب الأيرلندي من الشعوب الأكثر استهلاكاً للكحول، وبالتالي فإن القهوة الكحولية تسير مع ذات الروح الأيرلندية.
- قهوة فيينا Viena Coffee: هي قهوة متوسطة الطعم تخلط مع ثلث مقدار من الحليب كامل الدسم، ويرش على الوجه كريمة مخفوقة وفوقها دارسين ناعم أو سكر أسمر.
- القهوة المثلجة: نعتقد بأن القهوة المثلجة أمريكية، ويقول الأمريكيون بأن أصلها عربي، وهي قهوة ثقيلة باردة مع حليب بارد وسكر.

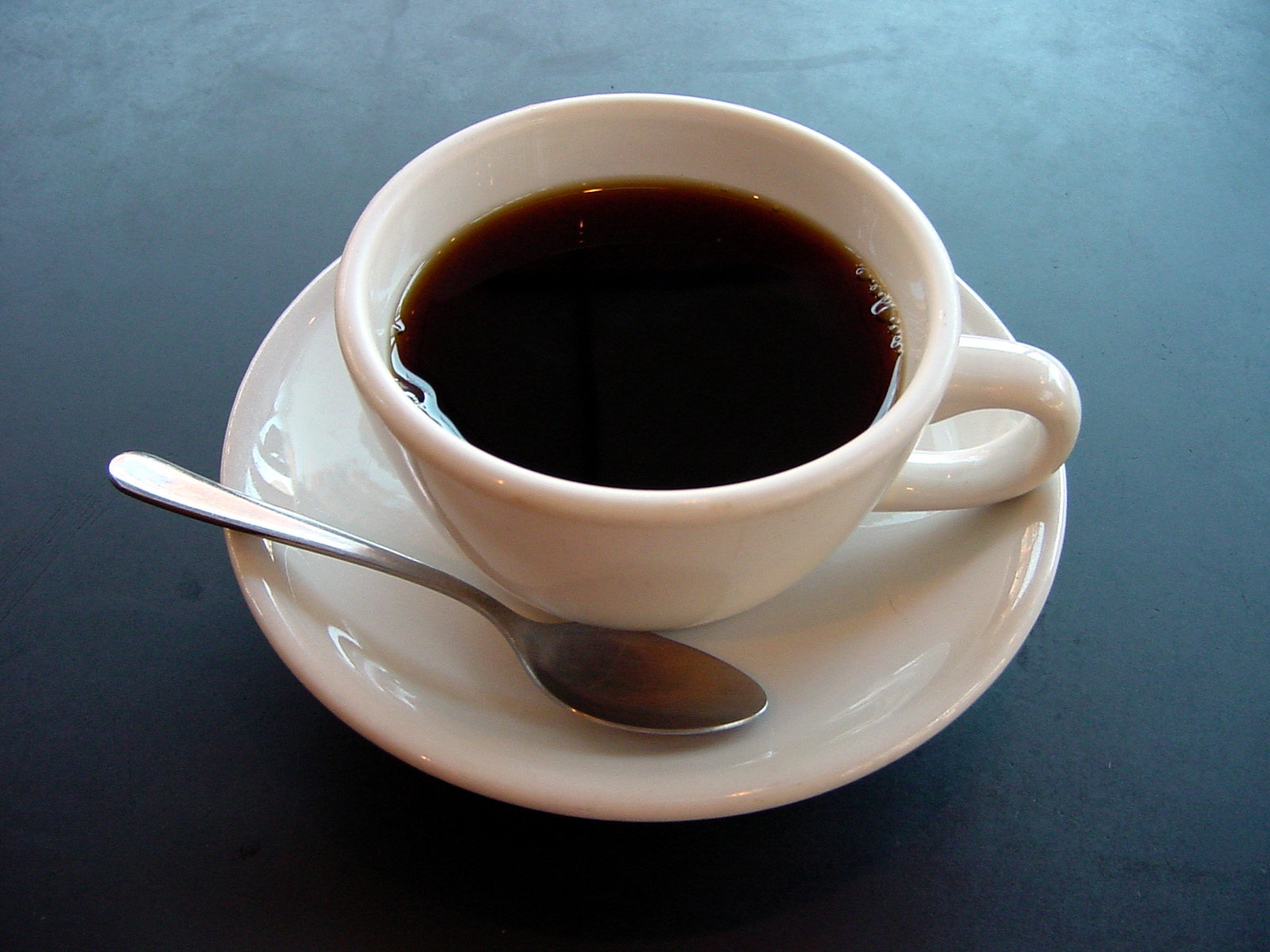
كوب من القهوة

يبلغ ارتفاع شجرة البن ستة أمتار طولاً أو أكثر، لكنها تقلم كي لا ترتفع أكثر من نحو أربعة أمتار، وأزهار شجرة البن بيضاء اللون وثمراتها حمراء ويكون تلقيحها ذاتيا، تستكمل الشجرة نموها في ستة أعوام أو ثمانية، وتحصد بذور البن بالآلات أو عن طريق هز الشجرة. 

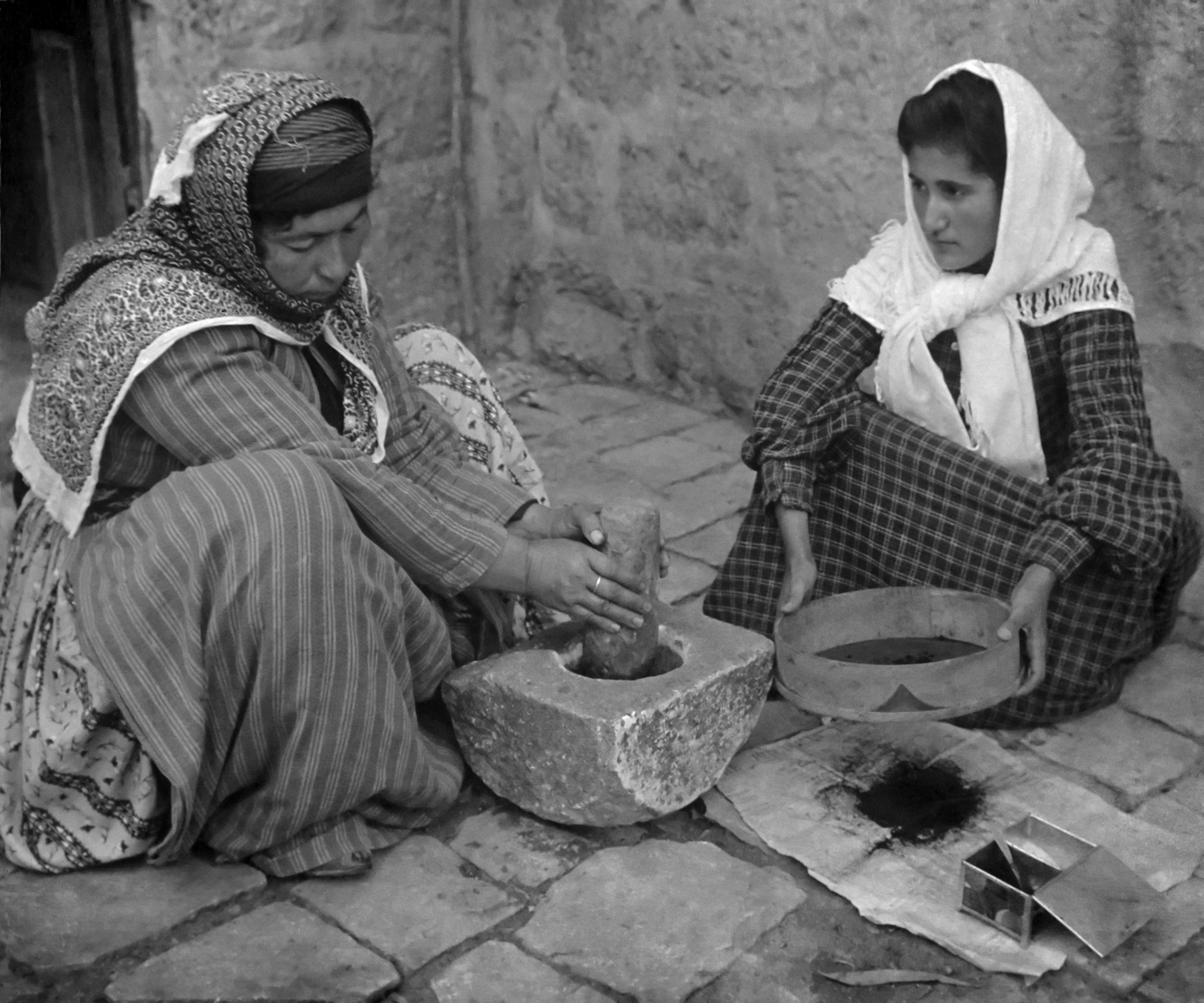
امرأة فلسطينية تطحن البن يدويا 1905م

## أماكن زراعته

الدول المنتجة للبن حول العالم

- البرازيل تعتبر أكبر منتج للبن في العالم
- فيتنام تعتبر ثاني أكبر منتج للبن في العالم[13]
- اندونيسيا تعتبر ثالث أكبر منتج للبن في العالم
- كولومبيا تعتبر رابع أكبر منتج للبن في العالم
- إثيوبيا تعتبر خامس أكبر منتج للبن في العالم
- البيرو تعتبر سادس أكبر منتج للبن في العالم
- الهند تعتبر سابع أكبر منتج للبن في العالم
- هندوراس تعتبر ثامن أكبر منتج للبن في العالم
- المكسيك تعتبر تاسع أكبر منتج للبن في العالم
- غواتيمالا تعتبر عاشر أكبر منتج للبن في العالم
- اليمن أول من اكتشف وصدر البن في العالم